# Cuculus
A Cuculus a madarak osztályának kakukkalakúak (Cuculiformes) rendjébe, valamint a kakukkfélék (Cuculidae) családjába tartozó nem. Ezen nem képviselői világszerte elterjedtek, különösen mérsékelt és trópusi éghajlatú területeken. Tagjai közül a közönséges kakukk (Cuculus canorus) különösen ismert költésparazitizmusáról, amely során tojásait más madarak fészkébe rakja. A nemhez tartozó fajok jellegzetes hangjukról és hosszú, keskeny szárnyaikról is felismerhetők.

## Jellemzők
A kakukkok hímjei testük felső részén szürkék, szürkéskékek vagy szürkésbarnák, egészen feketéig, testük alsó részén általában fehéres színűek, sötét szalagos mintázattal. A legsötétebb faj a fekete kakukk, amelynek felső teste fényes fekete és feketésszürke, alsó része pedig sűrűn vöröses és feketésszürke keresztcsíkozású. Rőtesbarna tollazat a test felső részén csak a gackelkakukk és a hopfkakukk nőstény színváltozatainál fordul elő. E nemnél azonban a nemi kétalakúság csak kis mértékben figyelhető meg. A legtöbb faj szárnya hegyes.
A legkisebb faj a gackelkakukk, amelynek testhossza 25 centiméter. A három legnagyobb faj, a kakukk, a hopfkakukk és a rövidszárnyú kakukk, testhossza 32–34 centiméter.

## Elterjedési terület
A nemhez tartozó legkisebb elterjedési területekkel a minahassai kakukk és a szunda-kakukk rendelkezik. A minahassai kakukk kizárólag Sulawesi szigetén található meg, míg a szunda-kakukk a Maláj-szigetvilág több szigetén fordul elő. A madagaszkári kakukk kizárólag Madagaszkáron költ, ám áprilistól szeptemberig, néhány helyben maradó egyed kivételével, az afrikai kontinens keleti részén figyelhető meg.
A fekete kakukk és az afrikai kakukk elterjedési területe Szaharától délre fekvő Afrikára korlátozódik. E madarak egyes területeken állandóan helyben maradnak, azonban elterjedési területük nagyobb részén követik az esős évszakot.
Azok a kakukkok, amelyeknek rendkívül nagy elterjedési területük van, a közönséges kakukk, a hopfkakukk és a gackelkakukk. A közönséges kakukk rendelkezik a legnagyobb elterjedési területtel, amely Nyugat-Európától és Észak-Afrikától egészen Kamcsatkáig és Japánig terjed. Hosszútávú vonuló, amely az Egyenlítőtől délre eső Afrikában telel. A hopfkakukk elterjedési területe jelentős átfedést mutat a közönséges kakukkéval, azonban hiányzik Nyugat-Európából. Telelőterületei Délkelet-Ázsiában találhatók. A gackelkakukk elterjedési területe Afganisztán keleti részétől Kína délkeleti részén át egészen Japán északi részéig húzódik. A populáció egy része a téli hónapokban az Indiai-óceánon átvonulva Kelet-Afrikáig vonul.

## Életmód
A kakukkok táplálkozásában jelentős szerepet játszanak a szőrös hernyók, amelyeket általában más madárfajok elkerülnek. Emellett más rovarokat is fogyasztanak, például bogarakat és szöcskéket, valamint időnként azoknak a madaraknak tojásait és fiókáit is, amelyeknek a fészkeit parazitálják. Azok a gazdamadarak, amelyek sikeresen nevelik fel a kakukk fiókáit, szintén rovarevők. Például a Dél-Afrikában élő vörösbegyű rozsdás, amely gyakran a remete kakukk gazdamadara, erősen szőrös hernyókkal eteti a kakukkfiókákat, amelyek normál esetben nem képezik étrendjének részét. Bár időnként előfordul, hogy a közönséges kakukk tojásait magvakkal táplálkozó madarak fészkeiben találják meg, nincs bizonyíték arra, hogy Európában nem rovarevő énekesmadarak sikeresen felneveltek volna kakukkfiókákat. Az ilyen tojásrakások valószínűleg annak tulajdoníthatók, hogy a tojó kakukk készen áll a tojásrakásra, de nem talál megfelelő gazdamadár-fészket.
A kakukkoknál számos alkalmazkodás figyelhető meg, amely megkönnyíti a sikeres tojásrakást. Ezek közé tartozik a fészek titkos megközelítése és egyetlen tojás gyors lerakása. A közönséges kakukknál megfigyelték, hogy a tojó mindössze 10 másodperc alatt rakja le a tojását. Ezen kívül a kakukkoknál megfigyelhető az úgynevezett tojásmimikri: a kakukktojás mérete és színe alkalmazkodik a gazdamadár tojásaihoz, csökkentve annak kockázatát, hogy a parazitált madár észreveszi és eltávolítja az idegen tojást. Ez a gazdamadár-specifikus alkalmazkodás a jelenlegi tudás szerint női vonalon öröklődik. A közönséges kakukk esetében bizonyított, hogy a tojók W-kromoszómáin (a madaraknál a nőstények ZW, a hímek ZZ kromoszómákkal rendelkeznek) találhatók azok a gének, amelyek meghatározzák a preferált gazdamadárfajt (például a kerti rozsdafarkú kékes színű tojásait), valamint a tojás színét (kékes) és mintázatát (egységes). A kakukk hímjei nem hordoznak genetikai információt a tojás színére, mintázatára és a gazdamadárfajra vonatkozóan. A remete kakukk esetében Erhitzøe szerint két-nyolc különböző gazdamadár-specifikus vonal létezik.
A Cuculus nemzetség fiókái a gazdamadár-fajokénál általában rövidebb kotlási idő után kelnek ki. A fiókák meztelenek és vakon születnek. Az első életnapjaik során, még azelőtt, hogy a szemük kinyílna, lapátoló mozdulatokkal kiemelik a fészekből a gazdamadár tojásait és fiókáit.

## Kakukkok és az ember
A kakukkok különleges költési szokásaik és feltűnő hangjuk miatt az emberi képzeletvilágban különleges szerepet töltenek be. A görög mitológiában a kakukk Héra attribútuma. Költésparazitizmusa miatt a kakukkot gyakran társítják a szexuális hűtlenséggel. A német nyelvben ennek egyik megjelenése a „kakukkfióka” kifejezés, amely egy olyan gyermekre utal, akinek a társadalmi apja nem azonos a biológiai apjával, mivel az anya mástól fogantatta a gyermeket, miközben a gyermeket és annak társadalmi apját abban a hitben hagyta, hogy vérrokonok. Az angol nyelvben a „to cuckold” ige valakit megcsalni vagy felszarvazni jelentéssel bír. Az angol és francia nyelvben a „cuckold” illetve „cocu” nemcsak a madarat jelöli, hanem a felszarvazott férjet is. Az elisabethán kori és a kora újkori angol lírában a kakukkot gyakran szembeállították a fülemülével, mivel különböző szerelmi formákat képviseltek: míg a fülemüle az igaz odaadást jelképezi, addig a kakukk a hűtlen vágy szimbóluma.
A gackelkakukk „szenvedélyes” dalának köszönhetően számos japán waka, hagyományos japán vers témája lett. Már a Man Yésu, a legelső nagy japán versgyűjtemény, amelynek legrégebbi versei a 4. századból származnak, is említi. Nyugat-Európában a kakukk hangját gyakran a tavaszhoz társítják, és az első kakukkhanghoz sokféle babonás cselekedet kapcsolódik. Ezzel szemben Afrikában a remete kakukk szezonális változások előhírnöke. Ez a belső-afrikai vonuló madár egy adott régióban az esős évszak kezdetét jelzi első megjelenésével.

## Rendszerezésük
A nemet Carl von Linné írta le 1758-ban, az alábbi fajok tartoznak ide:
- fekete kakukk (Cuculus clamosus)
- vörösbóbitás kakukk (Cuculus solitarius)
- kis kakukk (Cuculus poliocephalus)
- celebeszi karvalykakukk (Cuculus crassirostris)
- indiai kakukk (Cuculus micropterus)
- madagaszkári kakukk (Cuculus rochii)
- afrikai kakukk (Cuculus gularis)
- Cuculus optatus
- keleti kakukk (Cuculus saturatus)
- Cuculus lepidus
- kakukk (Cuculus canorus)
- halvány kakukk (Cuculus pallidus[2] vagy Cacomantis pallidus)[1]